# Adolescence explosive
Pour plus de détails, voir Fiche technique et Distribution.
Adolescence Explosive (anglais: Spontaneous lit. Spontané ou Spontanés) est une comédie sombre romantique d'horreur nord-américaine réalisée et écrit par Brian Duffield, sorti en 2020.

## Synopsis
Des élèves d'un lycée dans le New Jersey sont victimes d'explosions spontanées. Alors que leur petite ville est plongée dans le chaos, Mara et Dylan décident de ne pas se quitter et réfléchissent à ce qui vaut la peine d'être vécu.

## Fiche technique
- Titre : Adolescence explosive
- Titre original : Spontaneous
- Réalisation : Brian Duffield
- Scénario : Brian Duffield
- Œuvre de base : Spontaneous d'Aaron Starmer
- Photographie : Aaron Morton
- Musique : Joseph Trapanese
- Montage : Steve Edwards
- Production : Brian Duffield ; Nicki Cortese ; Matthew Kaplan ; Jordan Levin
- Sociétés de production : Awesomeness Films ; Jurassic Party Productions
- Sociétés de distribution : Paramount Pictures
- Pays de production :  États-Unis
- Langue originale : anglais
- Format : couleur
- Genre : Comédie dramatique, horreur
- Dates de sortie :
  - États-Unis : 2 octobre 2020 (sortie limitée au cinéma) ; 6 octobre 2020 (vidéo à la demande)
  - France : 10 décembre 2020
- Classification :
  - France : interdit aux moins de 16 ans
  - États-Unis : Rated-R

## Distribution
- Katherine Langford : Mara Carlyle
- Charlie Plummer : Dylan Hovemeyer
- Hayley Law : Tess McNulty
- Piper Perabo : Angela Carlyle
- Rob Huebel : Charlie Carlyle
- Yvonne Orji : Agent Carla Rosetti
- Laine MacNeil : Jenna Dalton
- Clive Holloway : Joe Dalton
- Bzhaun Rhoden : Harper Wie
- Jared Ager-Foster (VF : Françoua Garrigues) : Jed
- Chris Shields : Spiros
- Chelah Horsdal : Denise Hovemeyer